# Mályi
Mályi ist eine ungarische Gemeinde im Kreis Miskolc im Komitat Borsod-Abaúj-Zemplén.

## Geografische Lage
Mályi liegt in Nordungarn, zehn Kilometer südlich des Zentrums des Komitatssitzes und der Kreisstadt Miskolc und gut einen Kilometer vom rechten Ufer des Flusses Hejő entfernt. Die Nachbargemeinde Kistokaj liegt zwei Kilometer nordöstlich, die nächste Stadt Nyékládháza einen Kilometer südlich von Mályi.

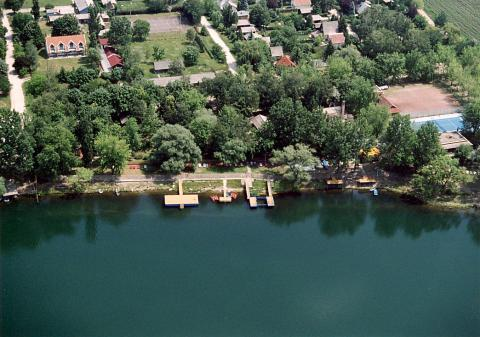
Blick auf Mályi am Ufer des Sees

## Geschichte
Im Jahr 1907 gab es in der damaligen Kleingemeinde 126 Häuser und 621 Einwohner auf einer Fläche von 2027 Katastraljochen. Sie gehörte zu dieser Zeit zum Bezirk Miskolc im Komitat Borsod.

## Sehenswürdigkeiten
- Griechisch-katholische Kirche Istenszülő Oltalma, erbaut 1998–2000
- Reformierte Kirche, erbaut 1794 (Spätbarock)
- Römisch-katholische Kirche Szent István király
- See (Mályi-tó)

## Verkehr
Durch Mályi verläuft die Hauptstraße Nr. 3. Es bestehen Busverbindungen nach Miskolc, über Nyékládháza nach Ónod sowie über Tiszaújváros nach Debrecen. Der nächstgelegene Bahnhof befindet sich in Nyékládháza.